# Alberto Gonzales
Alberto Gonzales, nume la naștere Alberto Recuerdo Gonzales, (născut 4 august 1955) este un magistrat american, care a fost (până la 16 septembrie 2007) cel de-al al 80-lea procuror general al Statelor Unite ale Americii. 
Alberto Gonzales a fost propus pentru postul de procuror general de către președintele George W. Bush în ziua de 1 februarie 2005, fiind ulterior confirmat de către Senat, la 3 februarie 2005 cu un vot de 60 - 36.  Jurământul de preluare a funcției de înalt oficial federal a fost depus la 14 februarie 2005 în fața judecătorului asociat al Curții Supreme de Justiție a Statelor Unite ale Americii Sandra Day O'Connor. 
În timpul perioadei când George W. Bush a fost guvernator al statului Texas, Gonzales a servit ca unul din consilierii generali ai acestuia, urmând ulterior să fie Secretar de stat al statului Texas, respectiv membru al Curții Supreme de Justiție a statului Texas.  În perioada 2001 - 2005, în timpului primului mandat prezidențial al lui Bush,  Gonzales a servit în echipa Administrației Bush în calitate de Consilier al Casei Albe.
Printre mai multe controverse și acuzații de sperjur în fața congresului, pe data de 27 august 2007 Gonzales și-a anunțat retragerea din funcția de procuror general, efectiv pe 17 septembrie 2007. El nu a declarat motivele care l-au determinat să se retragă. Gonzales este cel mai bine cotat american de origine spaniolă din guvernul federal.